# György Gerendás
György László Gerendás (ur. 23 lutego 1954 w Budapeszcie) – węgierski piłkarz wodny. Dwukrotny medalista olimpijski.
W 1976 w Montrealu wspólnie z kolegami został mistrzem olimpijskim. Cztery lata później znalazł się wśród brązowych medalistów igrzysk. Był mistrzem Europy w 1977 i srebrnym medalistą tej imprezy w 1983. W 1978 i 1982 dwukrotnie zostawał wicemistrzem świata. Między 1975 a 1986 rokiem rozegrał w kadrze 230 spotkań. Był mistrzem Węgier, grał również we Włoszech.